# 白狼王歌
《白狼王歌》，又称《白狼歌》，是东汉时的一首白狼羌人用白狼語写作的诗歌。原文见于《后汉书·南蠻西南夷列傳·莋都夷》。

## 内容
汉语歌辞共44句，每句4个字，共176个字。用汉字记音的“白狼语”也是44句，每句4个字，共176个字。例如第一、二句的汉文是“大汉是治，与天意合”，“白狼语”的汉字标音是“提官隗构，魏冒踰糟”。
据《后汉书》记载，《白狼王歌》成于汉明帝（58–75）；白狼人分布在现今茂县南部岷山山中的汶山。
李贤（651–684）所作的最早的《后汉书》注提到，《白狼王歌》的汉语翻译来自蔡邕《東觀漢記》。现存《東觀漢記》只有少量残卷，李贤在注释中收录了其中的转写，南宋《通志》收录另一版。
文本反映了古代中原的世界观，除了明显的借词，还有很多汉语词汇，且一般都遵循汉语语序。此外，汉语版本押韵，白狼语版本反而不押韵。大多数现代学者认为，歌词是尽可能翻译为了直接对应的短语短句，基本保留了汉语原文的韵律结构；白桂思则对此提出质疑，认为白狼语版本中的字若用古蜀语阅读，会显现类韵的模式。

## 研究
中外学者通过比较语言学的方法探讨白狼语的归属。《白狼王歌》可以提取出134个词汇，包括21个汉语借词；剩下有约80个词与可能的藏缅语同源词进行了比较，可信度各不相同。一般认为白狼语属藏缅语族，但究竟同哪种语言最近，说法不一，有緬甸語、普米语、嘉戎语、彝语、纳西语、西夏语等说法。Coblin认为，一些白狼语词汇似乎比构拟的原始缅彝语更保守，可能是缅彝语支的近亲。
《白狼王歌》是最早用少数民族语言与汉语对译的一首较长的古歌，是现存反映藏缅语族语言特点的最早的历史文献，是研究藏缅语族语言和汉语古音的珍贵资料。

## 詞彙
白桂思（2008:106-107）列出了白狼王歌中的以下詞語，其中包括明顯的藏緬語詞源。
- bi, bei：v.給予
- bjar：v.飛
- ča：n.太陽
- či, čei：pron.哪個、什麼
- gjoʔ (gjok)：v.彎曲
- jẽw (jim)：n.家、家庭
- kun：相同、一起
- liŋŋa：n.地方、方向
- lo：「Lo」，部落名
- loʔ (lok)：v.回來、返回
- maʔ (mak)：n.兒子、孫子
- maʔ (mak)：n.母親
- maʔ (mak)：a.負的、否定的
- mew：n.天堂
- ni, nei：n.居住
- njiɴ：n.心靈、心志
- pa：n.布
- raɴ：a.高的
- roʔ (rawk)：n.石頭
- riɴ：a.長的
- rja：n.百
- rwiɴ：n.山
- sa：a.新鮮的
- siʔ (sik)：n.樹木、木頭
- tʰwi：a.甜的
- ti, tei：a.大的
- war：n.食物

## 外部連結
1. ↑  Coblin (1979)，第181, 206頁.
2. ↑  Coblin (1979)，第179, 184頁.
3. ↑  Coblin 1979，第195–197頁.
4. ↑  Beckwith (2008)，第90, 92頁.
5. ↑  Coblin (1979)，第198–203, 212–213頁.
6. ↑  Coblin (1979)，第197頁.